# Eucalyptus mitchelliana
Eucalyptus mitchelliana är en myrtenväxtart som beskrevs av Cambage. Eucalyptus mitchelliana ingår i släktet Eucalyptus och familjen myrtenväxter. Inga underarter finns listade i Catalogue of Life.

## Bildgalleri

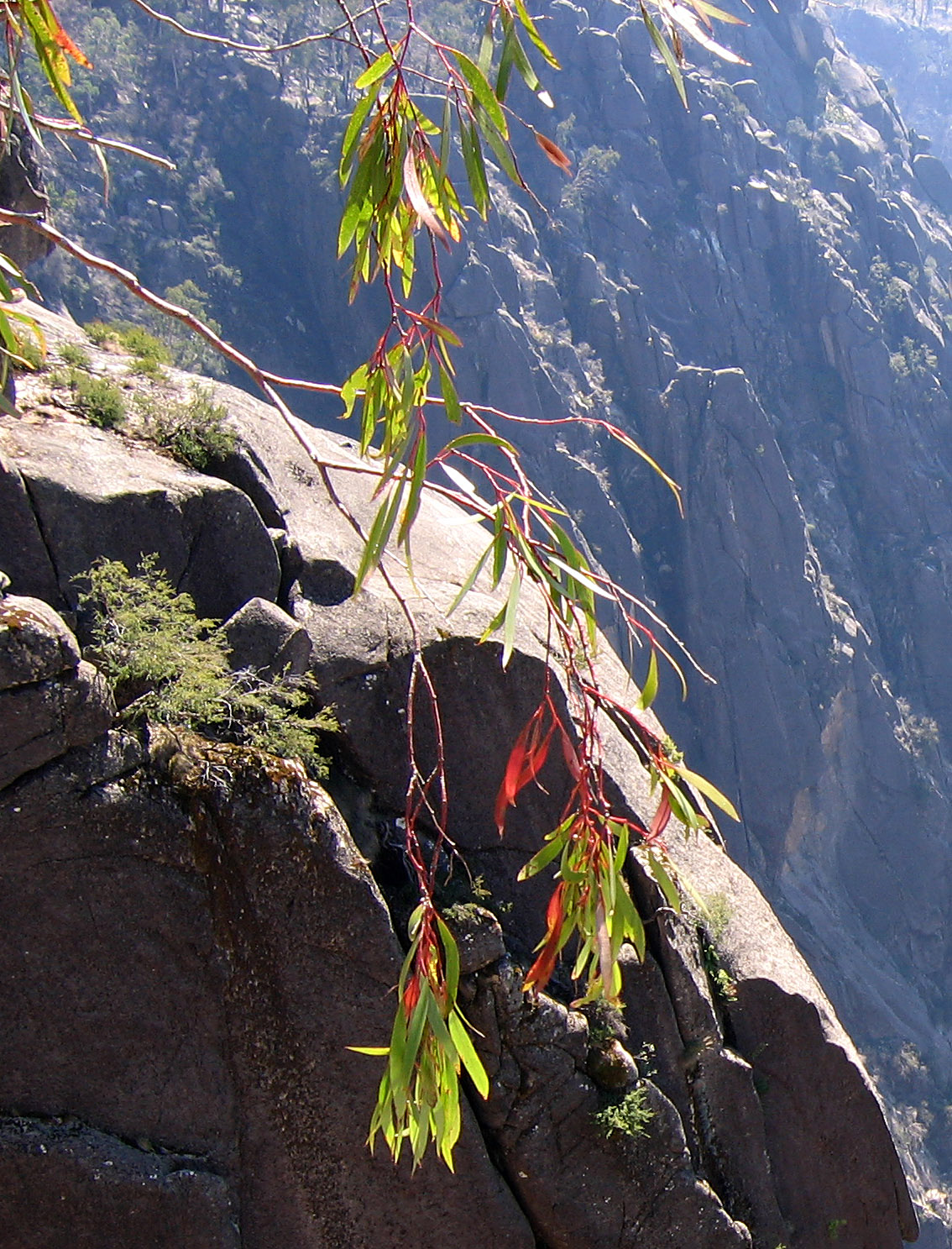